# Estelle Patou
Pour les articles homonymes, voir Patou.
Estelle Patou, née le 25 mai 1977 à Lille, est une triathlète française, double championne de France de triathlon longue distance (en 1999 et 2005).

## Biographie

### Jeunesse
Estelle Patou commence le triathlon à l'initiative de son père, qui le pratique lui-même et qui l'a fait débuter dans cette discipline en 1993. Elle participe à sa première compétition en prenant part à une course de promotion à Amiens. Elle s'adonne avant cela à la pratique de la course à pied et au vélo sous une forme plutôt loisir que compétitive. En 1995, elle prend sa première licence fédérale de triathlon à Compiègne, avant de rejoindre le club de Beauvais où elle reste jusqu'en 2008.

### Carrière en triathlon
Estelle Patou remporte son premier titre majeur en 1999 en inscrivant son nom au palmarès des championnats de France de triathlon longue distance. L’année suivante, elle prend la seconde place de cette compétition et termine à la 10e du championnat du monde. En 2003, elle est de nouveau vice-championne de France longue distance et monte pour la première fois sur la deuxième marche du podium de l'Embrunman.
2004 est l'année de sa consécration sur la distance Ironman. Elle remporte en moins de 12 heures 30 l'Embrunman, devant la Néerlandaise Ilonka van Der Meer.
2005 est sa dernière année de triathlon au plus haut niveau. En juin, elle participe à Lorient au championnat de France longue distance. Elle prend la tête de course dès la partie natation avec plus de deux minutes d'avance sur ses poursuivantes et agrandit les écarts sur la partie vélo. À l’issue de la partie cycliste, elle compte 11 minutes d'avance sur ses principales concurrentes Isabelle Ferrer et Audrey Cléau. Elle entame la course à pied en gérant sans grande difficulté son avance et remporte son second titre et la qualification pour les championnats du monde.

### Autres pratiques sportives
Après la fin de sa carrière en triathlon, elle intègre pendant deux années une équipe de cyclisme, l'ESGL-GSD Gestion, qui lui permet de découvrir une pratique cycliste différente. Elle participe à quelques courses régionales à étapes. Si elle qualifie cette expérience d'enrichissante, elle ne persiste pas dans cette voie. En 2011, elle intègre l’équipe de France militaire de course d'orientation et s'adonne également à la pratique des raids multisports. Elle fait partie de la sélection de l'équipe de raid de la GMPA.

### Reconversion
Estelle Patou voit sa carrière prendre une pente descendante à partir de 2006. Elle n'obtient que peu de résultats en 2007 et sa motivation n'est plus au plus haut niveau. En janvier 2008, elle est sortie des listes des triathlètes de haut niveau du Ministère des sports. Bénéficiant d'un contrat avec l'Armée de terre, elle choisit de rester dans cette institution et intègre le bureau des sports de l’École d’application de l’infanterie à Montpellier. Elle rejoint par la suite et dans les mêmes fonctions l’École nationale des sous-officiers d'active à Saint-Maixent-l'École. Même si elle s'est éloignée du triathlon depuis 2008, elle renforce encore régulièrement l'équipe féminine militaire de triathlon et a participé aux Jeux mondiaux militaires au Brésil en 2011 et au championnat du monde militaire 2012, en Suisse, où elle prend respectivement les 25e et 22e places des classements féminins.

## Palmarès
Le tableau présente les résultats les plus significatifs (podium) obtenus sur le circuit international et national de triathlon depuis 1999.
| Année | Compétition                               | Pays   | Position           | Temps            |
| ----- | ----------------------------------------- | ------ | ------------------ | ---------------- |
| 2007  | Championnat de France longue distance     | France | Médaille de bronze | 7 h 38 min 53 s  |
| 2005  | Championnat de France longue distance     | France | Médaille d'or      | Timing           |
| 2005  | Half Ironman Monaco                       | Monaco | Médaille de bronze | 5 h 24 min 2 s   |
| 2004  | Championnat de France longue distance     | France | Médaille de bronze | Timing           |
| 2004  | Embrunman                                 | France | Médaille d'or      | 12 h 26 min 19 s |
| 2003  | Championnat de France longue distance     | France | Médaille d'argent  | Timing           |
| 2003  | Embrunman                                 | France | Médaille d'argent  | 12 h 29 min 0 s  |
| 2000  | Championnat de France longue distance     | France | Médaille d'argent  | Timing           |
| 1999  | Championnat de France longue distance     | France | Médaille d'or      | Timing           |
| 1999  | Triathlon International des Hautes Vosges | France | Médaille d'or      | Timing           |